# Saison 2013-2014 de l'ASM Clermont Auvergne
Cette page présente la saison 2013-2014 de l'ASM Clermont Auvergne en Top 14 et en Heineken Cup.

## Entraîneurs
L'équipe professionnelle est entraînée par Vern Cotter, en tant qu'entraineur principal, secondé par Franck Azéma  et Xavier Sadourny

## La saison

### Pré-saison
| 9 août 2013 | ASM Clermont Auvergne | 36 – 27 (–) | London Wasps | Issoire |
| 9 août 2013 |                       |             |              | Issoire |
| 9 août 2013 |                       |             |              | Issoire |

## Effectif 2013-2014
| Nom                   | Poste            | Naissance         | Nationalité sportive | International | Dernier club           | Arrivée club (année) |
| --------------------- | ---------------- | ----------------- | -------------------- | ------------- | ---------------------- | -------------------- |
| Clément Andrieux      | Talonneur        | 12 octobre 1993   | France               |               | Formé au club          | 2013                 |
| Benoît Cabello        | Talonneur        | 27 février 1980   | France               |               | CA Brive               | 2009                 |
| Clément Jullien       | Talonneur        | 16 mai 1992       | France               |               | Formé au club          | 2014                 |
| Benjamin Kayser       | Talonneur        | 26 juillet 1984   | France               |               | Castres olympique      | 2011                 |
| Ti'i Paulo            | Talonneur        | 13 janvier 1983   | Samoa                |               | Crusaders              | 2010                 |
| Raphaël Chaume        | Pilier           | 24 avril 1989     | France               |               | Formé au club          | 2010                 |
| Vincent Debaty        | Pilier           | 2 octobre 1981    | France               |               | SU Agen                | 2007                 |
| Thomas Domingo        | Pilier           | 20 août 1985      | France               |               | Formé au club          | 2004                 |
| Étienne Falgoux       | Pilier           | 19 janvier 1993   | France               |               | Formé au club          | 2013                 |
| Daniel Kotze          | Pilier           | 28 mars 1987      | France               |               | Stade aurillacois      | 2011                 |
| Adrien Oléon          | Pilier           | 13 mars 1989      | France               |               | Formé au club          | 2011                 |
| Clément Ric           | Pilier           | 18 juillet 1988   | France               |               | Formé au club          | 2008                 |
| Davit Zirakashvili    | Pilier           | 20 septembre 1983 | Géorgie              |               | RC Aubenas             | 2004                 |
| Jamie Cudmore         | Deuxième ligne   | 6 septembre 1978  | Canada               |               | FC Grenoble            | 2005                 |
| Maxime Granouillet    | Deuxième ligne   | 28 juin 1992      | France               |               | Formé au club          | 2013                 |
| Nathan Hines          | Deuxième ligne   | 29 novembre 1976  | Écosse               |               | Leinster               | 2011                 |
| Loïc Jacquet          | Deuxième ligne   | 31 mars 1985      | France               |               | Formé au club          | 2004                 |
| Paul Jedrasiak        | Deuxième ligne   | 6 février 1993    | France               |               | Formé au club          | 2013                 |
| Julien Pierre         | Deuxième ligne   | 31 juillet 1981   | France               |               | CS Bourgoin-Jallieu    | 2008                 |
| Julien Bardy          | Troisième ligne  | 3 avril 1985      | Portugal             |               | Formé au club          | 2009                 |
| Julien Bonnaire       | Troisième ligne  | 20 septembre 1978 | France               |               | CS Bourgoin-Jallieu    | 2007                 |
| Damien Chouly         | Troisième ligne  | 27 novembre 1985  | France               |               | USA Perpignan          | 2012                 |
| Julien Kazubek        | Troisième ligne  | 16 juin 1992      | France               |               | Formé au club          | 2013                 |
| Alexandre Lapandry    | Troisième ligne  | 13 avril 1989     | France               |               | Formé au club          | 2008                 |
| Arthur Roulin         | Troisième ligne  | 10 octobre 1990   | France               |               | Formé au club          | 2013                 |
| Elvis Vermeulen       | Troisième ligne  | 5 avril 1979      | France               |               | CA Brive               | 2001                 |
| Gerhard Vosloo        | Troisième ligne  | 10 mai 1979       | Afrique du Sud       |               | CA Brive               | 2011                 |
| Peceli Yato           | Troisième ligne  | 17 janvier 1993   | Fidji                |               | Formé au club          | 2014                 |
| Thierry Lacrampe      | Demi de mêlée    | 23 février 1988   | France               |               | Castres olympique      | 2013                 |
| Morgan Parra          | Demi de mêlée    | 15 novembre 1988  | France               |               | CS Bourgoin-Jallieu    | 2009                 |
| Ludovic Radosavljevic | Demi de mêlée    | 17 août 1989      | France               |               | Formé au club          | 2008                 |
| Mike Delany           | Demi d'ouverture | 15 juin 1982      | Nouvelle-Zélande     |               | Panasonic Wild Knights | 2013                 |
| Gavin Hume            | Demi d'ouverture | 25 mars 1980      | Afrique du Sud       |               | USA Perpignan          | 2013                 |
| Brock James           | Demi d'ouverture | 22 octobre 1981   | Australie            |               | Western Force          | 2006                 |
| Wesley Fofana         | Centre           | 20 janvier 1988   | France               |               | Formé au club          | 2008                 |
| Regan King            | Centre           | 2 octobre 1980    | Nouvelle-Zélande     |               | Llanelli Scarlets      | 2011                 |
| Aurélien Rougerie     | Centre           | 26 septembre 1980 | France               |               | Formé au club          | 2001                 |
| Benson Stanley        | Centre           | 11 novembre 1984  | Nouvelle-Zélande     |               | Blues                  | 2012                 |
| Julien Malzieu        | Ailier           | 4 mai 1983        | France               |               | Formé au club          | 2002                 |
| Noa Nakaitaci         | Ailier           | 11 juillet 1990   | Fidji                |               | Formé au club          | 2011                 |
| Napolioni Nalaga      | Ailier           | 7 avril 1986      | Fidji                |               | Western Force          | 2012                 |
| Sitiveni Sivivatu     | Ailier           | 19 avril 1982     | Nouvelle-Zélande     |               | Chiefs                 | 2011                 |
| Uwa Tawalo            | Ailier           | 27 février 1992   | Fidji                |               | Formé au club          | 2013                 |
| Jean-Marcellin Buttin | Arrière          | 16 décembre 1991  | France               |               | Formé au club          | 2010                 |
| Lee Byrne             | Arrière          | 1er juin 1980     | Pays de Galles       |               | Ospreys                | 2011                 |

## Calendrier[4]

### Top 14
| - Biarritz olympique – ASM Clermont : 18 - 22 - Union sportive Oyonnax rugby – ASM Clermont : 30 - 19 - ASM Clermont – Stade toulousain : 38 - 19 - ASM Clermont – Aviron bayonnais : 55 - 0 - Stade français – ASM Clermont : 23 - 16 - ASM Clermont – Football club de Grenoble rugby : 27 - 13 - Montpellier HRC – ASM Clermont : 43 - 3 - ASM Clermont – Union Bordeaux Bègles : 40 - 11 - RC Toulon – ASM Clermont : 25 - 19 - ASM Clermont – CA Brive : 36 - 29 - Castres olympique – ASM Clermont : 22 - 22 - ASM Clermont – Racing Métro 92 : 47 - 14 - USA Perpignan – ASM Clermont : 23 - 30 | - ASM Clermont – Biarritz olympique : 35 - 6 - ASM Clermont – Union sportive Oyonnax rugby : 33 - 19 - Stade toulousain – ASM Clermont : 19 - 12 - Aviron bayonnais – ASM Clermont : 18 - 9 - ASM Clermont – Stade français : 25 - 13 - Football club de Grenoble rugby – ASM Clermont : 16 - 13 - ASM Clermont – Montpellier HRC : 42 - 16 - Union Bordeaux Bègles – ASM Clermont : 26 - 16 - ASM Clermont – RC Toulon : 22 - 16 - CA Brive – ASM Clermont : 26 - 24 - ASM Clermont – Castres olympique : 23 - 11 - Racing Métro 92 – ASM Clermont : 22 - 6 - ASM Clermont – USA Perpignan : 25 - 22 |

Avec 15 victoires, 1 match nul et 10 défaites et un total de 73 points l'ASM Clermont termine à la 3e place et se qualifie pour les barrages du championnat de France 2013-2014. 

Barrages
- ASM Clermont Auvergne – Castres olympique :

### Heineken Cup
Dans la Heineken Cup l'ASM Clermont Auvergne fait partie de la poule 4 et sera opposé aux Anglais des Harlequins, aux Gallois du Llanelli Scarlets et aux Français du Racing Métro 92.
| - 13/10/13; Racing Métro 92 - ASM Clermont : 13 - 9 - 20/10/13; ASM Clermont - Harlequins : 23 - 16 - 07/12/13; ASM Clermont - Llanelli Scarlets : 32 - 11 | - 14/12/13; Llanelli Scarlets - ASM Clermont : 13 - 31 - 11/01/14; Harlequins - ASM Clermont : 13 - 16 - 19/01/14; ASM Clermont - Racing Métro 92 : 28 - 3 |

Avec 5 victoires et 1 défaite, l'ASM Clermont Auvergne termine 1er de la poule 4 et se qualifie pour les quarts de finale.
Quarts de finale le 5 avril 2014 au Stade Marcel-Michelin à Clermont-Ferrand
- ASM Clermont - Leicester Tigers  : 22 - 16

Demi-finale le 26 avril 2014 à Twickenham à Londres
- Saracens - ASM Clermont : 46 - 6

L'ASM Clermont est éliminé

## Statistiques

### Statistiques collectives
Attaque
- 675 points marqués (54 essais, 46 transformations, 81 pénalités, 3 drops)

Défense
- 522 points encaissés (35 essais, 30 transformations, 77 pénalités, 5 drops)

### Statistiques individuelles
Meilleur réalisateur
- Brock James avec 181 points en Top 14 (0 essai, 27 transformations, 43pénalités et 3 drops)

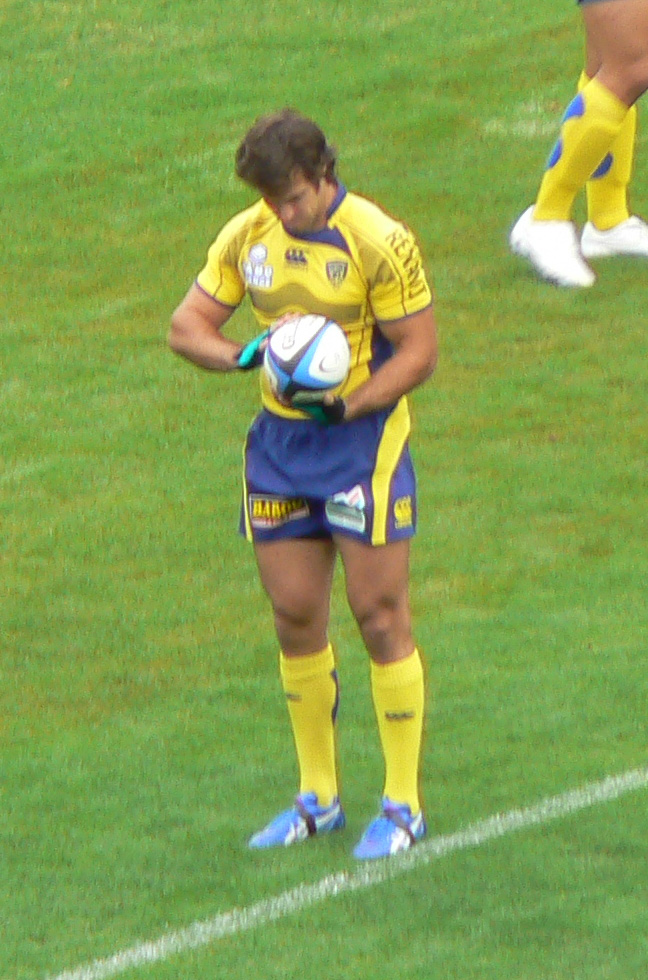
Brock James